# Thecla moesites
Thecla moesites är en fjärilsart som beskrevs av Herrich-Schäffer 1864. Thecla moesites ingår i släktet Thecla och familjen juvelvingar. Inga underarter finns listade i Catalogue of Life.